# Calayan (Cagayan)
Calayan ist eine Stadtgemeinde in der philippinischen Provinz Cagayan. Die Gemeinde liegt im äußersten Norden der Provinz. Im Jahre 2015 zählte das 533 km² große Gebiet 16.702 Einwohner, wodurch sich eine Bevölkerungsdichte von 31 Einwohnern pro km² ergibt. Zur Gemeinde gehören der Großteil der Babuyan-Inseln, darunter sind auch die gleichnamige Insel Calayan (196 km²) sowie die Inseln Babuyan Claro (100 km²), Camiguin (166 km²) und Dalupiri (50 km²). Kleinere Inseln sind Pamoctan (0,3 km²) und Pinon (0,04 km²) westlich von Camiguin, Panuitan (2,3 km²) nördlich von Cagayan, Irao südlich von Dalupiri, Didicas (0,7 km²) und die Guinapao Rocks (Dilayag) (<0,3 km²). Von den Babuyan-Inseln gehört nur Fuga mit ihren Nebeninseln Barit und Mabag nicht zur Gemeinde Calayan, sondern zur Stadt Aparri. Der 715 Meter hohe Vulkan Camiguin de Babuyanes liegt im Süden der Gemeinde.
Calayan ist in die folgenden zwölf Baranggays aufgeteilt (Bevölkerung zur Volkszählung 2000 in Klammern):
- Insel Calayan (8451)
  - Cabudadan (683)
  - Dadao (1588)
  - Dibay (1623)
  - Dilam (1458)
  - Centro II (628)
  - Poblacion (1000)
  - Magsidel (Zentrum) (1471)

- Insel Camiguin (3936)
  - Balatubat (1248)
  - Minabel (Minabel) (1332)
  - Naguilian (1356)

- Insel Babuyan (1367)
  - Babuyan Claro (1367)

- Insel Dalupiri (555)
  - Dalupiri (555)